# تيسير عبود
تيسير عبود (10 أكتوبر 1944 - 24 فبراير 2023) مخرج مصري،

## حياته ونشأته
حاصل على بكالوريوس كلية التجارة عام 1968. بدأ العمل السينمائي عام 1966 وهو مازال طالباً كمساعد مخرج مع اليوناني كونستانتين كوستانوف، والمخرج المصري سيد طنطاوي حتى عام 1968. بدأ عمله كمخرج منذ عام 1972 مع أول أفلامه «جنون المراهقات» واستمرت مسيرته في الإخراج على مدار 40 عام حتى 2012. وعن أسلوب عمله في الإخراج قال إنه يفضل الجلوس مع مؤلف العمل «كلمة بكلمة»، لكي يكون بينهما ترابط وتفاهم في وجهات النظر، وأضاف: «التكامل بين عناصر العمل الواحد من أهم عوامل نجاحه، وأنا أتبع هذا الأسلوب في كل أعمالي السابقة، لأنني كمخرج أحب الممثلين الذين يعملون معي لأنهم شاشتي التي يظهر من خلالها نجاحي».
ابتعد تيسير عبود عن السينما في الثمانينات  وقال: «ابتعادي عن السينما نهاية الثمانينيات بسبب أفلام المقاولات»، وأعلن عن أمنياته، بعودة انتعاشة الدراما المصرية، والتي أصبحت تعتمد على موضوعات معينة لا تناسب الهوية المصرية، بحسب وصفه، ولا تتفق مع الأعمال المصرية التي سبق وقدمها كبار كتاب ومخرجو الدراما، وأضاف في تصريحاته لصحيفة «اليوم السابع»: «طيلة حياتى وأنا أرفض الفن غير الهادف، أو الذي يتم صناعته من أجل الربح فقط».
أعلن في نوفمبر 2012 عن بدأ عمل جديد لتيسير عبود من إنتاج شركة «صوت القاهرة للصوتيات والمرئيات»، وتأليف مصطفى إبراهيم تحت عنوان «الفاتنة» ولكنه لم يتم.

## أعماله البارزة

### أفلام
| - بلاغ كاذب:1993 - وداعا يا ولدي:1986 - انحراف:1985 - سامحني حبيبي:1983 - علاقة خطرة:1981 - أبو البنات:1980 | - اللصوص:1980 - سأعود بلا دموع:1980 - دعوني أنتقم:1979 - أيام العمر معدودة:1978 - من بلا خطيئة:1978 - شاطئ العنف:1975 | - ليالي لن تعود:1974 - جنون المراهقات:1972 - لقاء الغرباء:1968 - شارع الضباب:1967 - في طريقي رجل:1967 - أنتربول في بيروت:1966 |

### مسلسلات
| - بفعل فاعل:2012 - ورد و شوك:2012 - رحيل مع الشمس:2010 - دموع في نهر الحب:2009 - بنات في الثلاثين:2008 - قمر:2008 - عيون ورماد:2007 - تحياتي إلى العائلة الكريمة:2006 - حبيب الروح:2006 - القرار الأخير:2004 - قلبي يناديك:2004 - غداً يوم آخر:2003 - حلم ابن السبيل:2002 - كومي و 3 بنات:2002 - صراع الأقوياء:2001 - الوشاح الأبيض:2000 | - شكرا يا:2000 - نساء في الغربة:2000 - ربما نلتقى:1999 - كلمات:1999 - يا قلبي لا تبكي:1999 - اعترافات مصدر مسؤول:1998 - رحلة في المجهول:1998 - هاربة من الجحيم:1998 - الوهم:1997 - دمي ودموعي وإبتسامتي:1997 - الضحايا:1996 - خلك معي ج3:1996 - أبو القاسم الطنبوري وإخوانه:1995 - خلك معي ج2:1995 - لن أخضع لرجل:1995 | - لن أمشي طريق الأمس:1995 - لينه:1995 - سر الغائب:1994 - قلبي ليس في جيبي:1994 - وتبقى الأحزان:1994 - السيرة العربية:1992 - الزائرة:1989 - طيور الزمن الجريح:1989 - ليه يا زمن:1989 - محاكمة الجيل:1989 - البيت القديم:1988 - البيت الكبير:1988 - صعاليك ولكن شعراء:1988 - الساقية تدور:1987 - الضابط والمجرم:1987 | - زائر من الفضاء:1986 - أسيرات الحب:1985 - بلاط الشهداء:1985 - فلتسقط الدموع:1985 - وعادت الأيام:1983 - الامام البخاري:1982 - الضياع:1982 - اللقاء الأخير:1982 - سر الغريبة:1982 - ابتسامة بين الدموع:1980 - أيام العذاب:1979 - النصيب: - بعد الرحيل: - جماد من لحم: - غداً تشرق الشمس: |

### سهرة تليفزيونية
| - زمن الغدر:1992 - القلوب عند بعضها:1988 - اللعب على المكشوف:1982 - زهرة في نهر الحب:1982 - أنا وابني والآخرون:1980 | - الميراث: - الميكانيكي: - أيام الخوف: - حد الهاوية: - دائرة الاسرار: | - شهادة ميلاد: - ضحية حب: - نص عمر: - وتبقى الحقيقة: |

## وصلات خارجية
- تيسير عبود على موقع IMDb (الإنجليزية)
- تيسير عبود على موقع الدهليز
- تيسير عبود على موقع قاعدة بيانات الأفلام العربية
- تيسير عبود على موقع الدهليز
- تيسير عبود على موقع كاروهات